# Katholische Hofkirche
De Katholische Hofkirche (sinds 1980 Kathedrale Sankt Trinitatis) is een katholieke kerk gelegen in het centrum van de Duitse stad Dresden. De Hofkirche is de kathedraal van het bisdom Dresden-Meißen.
De kerk werd onder keurvorst August III van Polen tussen 1739 en 1755 door Gaetano Chiaveri in barokke stijl gebouwd.
Tijdens het bombardement op Dresden op 13 februari 1945 werd de kerk door meerdere bommen getroffen. Het dak en de gewelven binnen in de kerk stortten in; de buitenwanden werden beschadigd. Na de oorlog begon de wederopbouw die tot 1965 duurde.
De Hofkerk is sinds 1980 de bisschopskerk van het bisdom Dresden-Meißen, de kathedraal kreeg de naam Trinitatiskathedraal.
Op de balustrade die het kerkschip omgeeft, bevinden zich 78 beelden van heiligen en op de toren bevinden zich vier allegorische figuren: Geloof, Liefde, Hoop en Gerechtigheid. Alle zijn door de Italiaanse beeldhouwer Lorenzo Mattieli ontworpen. De toren heeft een hoogte van 85,5 meter. In de kerk bevinden zich altaarschilderijen van Anton Raphael Mengs. De preekstoel en beelden van de kerkvaderen zijn van Balthasar Permoser. Het Silbermann-orgel stamt uit 1753.
In de grafkelder zijn 49 leden van het huis Wettin, onder wie Saksische keurvorsten en koningen bijgezet en daar bevindt zich ook het hart van koning August II van Polen, de vader van August III van Polen.